# Annick de Susini
Annick de Susini est une nageuse française née le 17 mai 1960.
Elle est membre de l'équipe de France aux Jeux olympiques d'été de 1976 à Montréal, prenant part aux 100, 200 mètres brasse et au relais 4x100 mètres quatre nages et aux Jeux olympiques d'été de 1980 à Moscou, prenant part au 200 mètres brasse ; elle est dans tous les cas éliminée en séries.
Elle est finaliste du 100 mètres brasse des championnats du monde disputés à Berlin  en août 1978 en terminant huitième en un temps de 1 min 13 s 78.
Elle est aussi médaillée d'or sur 200 mètres brasse et médaillée de bronze sue 100 mètres brasse aux Jeux méditerranéens de 1979 à Split.
Elle est huit fois championne de France de natation sur 100 mètres brasse (hiver et été 1975, hiver et été 1976, hiver et été 1978, hiver et été 1979) et six fois championne de France de natation sur 200 mètres brasse (hiver 1975, hiver 1976, hiver et été 1978, hiver et été 1979).
En club, elle est licenciée à Lyon Natation.

## Référence
1. ↑  L'Equipe du mercredi 23 août 1978 : résultats de la compétition et reportage de  Jean-Jacques Simmler intitulé Le miracle a eu lieu pour Annick De Susini